# Coregonus subautumnalis
Coregonus subautumnalis es una especie de pez de la familia Salmonidae en el orden de los Salmoniformes.

## Morfología
Los machos pueden llegar alcanzar los 37,5 cm de longitud total.

## Distribución geográfica
Se encuentra en Asia: Rusia.